# Паддингтон (станция метро, линии Бейкерлоо, Дистрикт и Кольцевая)
Станция лондонского метрополитена Паддингтон в лондонском районе Паддингтон является одной из крупнейших пересадочных станций в Лондоне и занимает восьмое место по загруженности среди всех станций метро британской столицы. 
На платформах станции останавливаются поезда следующих линий метро: 
- линии Дистрикт и Кольцевой в полузакрытом туннеле, расположенном перпендикулярно станции;
- поезда линии Бейкерлоо, чья станция расположена под зданием вокзала.

При этом поезда Кольцевой линии проходят через две разных станции (вторая носит то же название, но не связана напрямую с этой) в зависимости от движения по кольцу либо по ответвлению.
Несмотря на то что на карте лондонского метрополитена станции показаны как одна, две станции напрямую не связаны между собой.

### История станции
Исторически сложилось так, что станцию метро Паддингтон сформировали три независимых друг от друга станции.
10 января 1863 года открылась первая в мире линия метро от станции Паддингтон (Бишопс-роуд) до станции Фаррингдон. Платформы для поездов данной линии располагались на северной стороне железнодорожного вокзального комплекса, а въезд в туннель располагался по улицей Прайд-стрит. 
Название Паддингтон станция носит с 10 сентября 1933 года. Начиная с 1930-х и вплоть до 1960-х годов поезда метро линии Метрополитен и пригородные поезда совместно обслуживали 4 платформы, но сейчас станция метро Паддингтон линии Хаммерсмит-энд-Сити отделена от железнодорожной станции и имеет свою собственную отдельную платформу.
В 1868 году для обслуживания линии Саут-Кенсингтон была построена отдельная станция с южной стороны железнодорожного вокзала — Паддингтон (Прайд-стрит); 11 июля 1948 года название данной станции тоже сократили до просто Паддингтон. Сегодня данная станция обслуживается поездами метро линий Дистрикт и Кольцевой.
Третья станция метро — станция Паддингтон линии Бейкерлоо — открылась 1 декабря 1913 года, она расположена на глубине под основным зданием вокзала.

### Станция сегодня
Сегодня платформы станции линии Дистрикт/Кольцевая и платформы станции линии Бейкерлоо соединены между собой подземным переходом под улицей Прайд-стрит. Пересадка осуществляется в пределах одной транспортной зоны и не требует дополнительной оплаты, поэтому на схеме метрополитена станция «Паддингтон» для всех трёх линий показана одним кружком.
Иная ситуация со станцией линии Хаммерсмит-энд-Сити. Платформы данной станции расположены отдельно и не имеют никакой связи со станциями других линий. Поэтому на схеме метрополитена станция «Паддингтон» линии Хаммерсмит-энд-Сити показана отдельным кружком. Платформы для станции метро линии Хаммерсмит-энд-Сити входят в состав вокзального железнодорожного терминала и на первый взгляд совершенно неотличимы от остальных платформ вокзала. Они носят порядковые номера 15 и 16.
Пересадка между двумя станциями требует выхода за пределы станции и даже за пределы здания железнодорожного вокзала. Однако пассажир, пересаживающийся на станции Паддингтон с одной линии метро на другую, несмотря на выход за пределы станции метро, не должен оплачивать повторный проход через турникеты. Для попадания на станцию линии Дистрикт/Кольцевая, а также на станцию линии Бейкерлоо он может воспользоваться тем же билетом, по которому он ехал по линии Хаммерсмит-энд-Сити, и наоборот.